# Norroy-le-Veneur
Norroy-le-Veneur és un municipi francès, situat al departament del Mosel·la i a la regió del Gran Est. L'any 2007 tenia 1.015 habitants.

## Demografia

### Població
El 2007 la població de fet de Norroy-le-Veneur era de 1.015 persones. Hi havia 357 famílies, de les quals 66 eren unipersonals (37 homes vivint sols i 29 dones vivint soles), 104 parelles sense fills, 162 parelles amb fills i 25 famílies monoparentals amb fills.
La població ha evolucionat segons el següent gràfic:
Habitants censats

### Habitatges
El 2007 hi havia 403 habitatges, 370 eren l'habitatge principal de la família, 10 eren segones residències i 23 estaven desocupats. 340 eren cases i 45 eren apartaments. Dels 370 habitatges principals, 315 estaven ocupats pels seus propietaris, 48 estaven llogats i ocupats pels llogaters i 7 estaven cedits a títol gratuït; 17 tenien una cambra, 15 en tenien dues, 22 en tenien tres, 53 en tenien quatre i 265 en tenien cinc o més. 325 habitatges disposaven pel capbaix d'una plaça de pàrquing. A 149 habitatges hi havia un automòbil i a 199 n'hi havia dos o més.

### Piràmide de població
La piràmide de població per edats i sexe el 2009 era:
| Homes | Edats   | Dones |
| ----- | ------- | ----- |
| 0     | 95 o +  | 0     |
| 0     | 90 a 94 | 4     |
| 8     | 85 a 89 | 8     |
| 0     | 80 a 84 | 0     |
| 8     | 75 a 79 | 8     |
| 12    | 70 a 74 | 12    |
| 28    | 65 a 69 | 28    |
| 8     | 60 a 64 | 32    |
| 28    | 55 a 59 | 16    |
| 16    | 50 a 54 | 16    |
| 48    | 45 a 49 | 44    |
| 48    | 40 a 44 | 36    |
| 44    | 35 a 39 | 56    |
| 32    | 30 a 34 | 12    |
| 28    | 25 a 29 | 12    |
| 24    | 20 a 24 | 24    |
| 20    | 15 a 19 | 28    |
| 48    | 10 a 14 | 40    |
| 28    | 5 a 9   | 16    |
| 0     | 0 a 4   | 40    |

## Economia
El 2007 la població en edat de treballar era de 666 persones, 479 eren actives i 187 eren inactives. De les 479 persones actives 443 estaven ocupades (264 homes i 179 dones) i 36 estaven aturades (11 homes i 25 dones). De les 187 persones inactives 44 estaven jubilades, 80 estaven estudiant i 63 estaven classificades com a «altres inactius».

### Ingressos
El 2009 a Norroy-le-Veneur hi havia 387 unitats fiscals que integraven 1.046,5 persones, la mediana anual d'ingressos fiscals per persona era de 22.822 €.

### Activitats econòmiques
Dels 91  establiments que hi havia el 2007, 2 eren d'empreses alimentàries, 1 d'una empresa de fabricació de material elèctric, 8 d'empreses de fabricació d'altres productes industrials, 21 d'empreses de construcció, 31 d'empreses de comerç i reparació d'automòbils, 4 d'empreses de transport, 1 d'una empresa d'hostatgeria i restauració, 1 d'una empresa d'informació i comunicació, 4 d'empreses financeres, 3 d'empreses immobiliàries, 10 d'empreses de serveis, 2 d'entitats de l'administració pública i 3 d'empreses classificades com a «altres activitats de serveis».
Dels 20 establiments de servei als particulars que hi havia el 2009, 1 era una funerària, 4 tallers de reparació d'automòbils i de material agrícola, 3 paletes, 1 guixaire pintor, 4 fusteries, 4 lampisteries, 2 electricistes i 1 agència immobiliària.
Dels 3 establiments comercials que hi havia el 2009, 1 era una botiga de menys de 120 m², 1 una sabateria i 1 una botiga de material de revestiment de parets i terra.
L'any 2000 a Norroy-le-Veneur hi havia 6 explotacions agrícoles que ocupaven un total de 69 hectàrees.

## Equipaments sanitaris i escolars
El 2009 hi havia 1 escola maternal i 1 escola elemental.
Norroy-le-Veneur disposava d'un centre de formació no universitària superior de formació tècnica.

## Poblacions més properes
El següent diagrama mostra les poblacions més properes.